# Józefów (gmina Krasnystaw)
Józefów – wieś w Polsce położona w województwie lubelskim, w powiecie krasnostawskim, w gminie Krasnystaw.
| SIMC    | Nazwa   | Rodzaj    |
| ------- | ------- | --------- |
| 0104260 | Marynin | część wsi |

W latach 1975–1998 miejscowość należała administracyjnie do województwa chełmskiego.
Wieś stanowi sołectwo gminy Krasnystaw. Według Narodowego Spisu Powszechnego (III 2011 r.) wieś liczyła 77 mieszkańców.
Wierni Kościoła rzymskokatolickiego należą do parafii Najświętszej Maryi Panny Królowej Polski w Żulinie.